# Leichtathletik-Hallenasienmeisterschaften 2018
Die 8. Leichtathletik-Hallenasienmeisterschaften fanden zwischen dem 1. Februar und 3. Februar 2018 in der iranischen Hauptstadt Teheran statt.
Teheran war damit zum dritten Mal nach 2004 und 2010 Austragungsort der Hallenmeisterschaften.

## Ergebnisse Männer

### 60 m
| Platz | Athlet               | Land | Zeit (s)    |
| ----- | -------------------- | ---- | ----------- |
| 1     | Hassan Taftian       | IRI  | 6,51 CR NIR |
| 2     | Tosin Ogunode        | QAT  | 6,63        |
| 3     | V.K. Elakkiadasan    | IND  | 6,67 NIR    |
| 4     | Reza Ghasemi         | IRI  | 6,71        |
| 5     | Barakat al-Harthi    | OMA  | 6,72        |
| 6     | Mohammed Cheshmehzar | IRI  | 6,72        |
| 7     | Wu Zhiqiang          | CHN  | 6,84        |
| 8     | Wladislaw Grigorjew  | KAZ  | 6,88        |

Finale: 1. Februar 2018

### 400 m
| Platz | Athlet              | Land | Zeit (s)  |
| ----- | ------------------- | ---- | --------- |
| 1     | Abdalelah Haroun    | QAT  | 46,37     |
| 2     | Youssef Karam       | KUW  | 46,66 NIR |
| 3     | Mohamed Nasir Abbas | QAT  | 46,76     |
| 4     | Michail Litwin      | KAZ  | 47,51     |
| 5     | Ali Khadivar        | IRI  | 47,57     |
| 6     | Sajjad Hashemi      | IRI  | 48,40 PB  |

Finale: 2. Februar 2018

### 800 m
| Platz | Athlet                  | Land | Zeit (min) |
| ----- | ----------------------- | ---- | ---------- |
| 1     | Abubaker Haydar Abdalla | QAT  | 1:51,98    |
| 2     | Pejman Yarvali          | IRI  | 1:52,80    |
| 3     | Ebrahim al-Zofairi      | KUW  | 1:52,97    |
| 4     | Amir Moradi             | IRI  | 1:53,57    |
| 5     | Muhand Khamis Saifeldin | QAT  | 1:56,94 PB |
| 6     | Mussulman Dscholomanow  | KGZ  | 1:57,98    |

Finale: 2. Februar 2018

### 1500 m
| Platz | Athlet                 | Land | Zeit (min) |
| ----- | ---------------------- | ---- | ---------- |
| 1     | Amir Moradi            | IRI  | 3:53,78    |
| 2     | Yaser Salem Bagharab   | QAT  | 3:53,92 PB |
| 3     | Ali Fahimi             | IRI  | 3:54,00    |
| 4     | Hamza Driouch          | QAT  | 3:55,93    |
| 5     | Mussulman Dscholomanow | KGZ  | 3:58,53    |
| 6     | Hussain Kamal          | KUW  | 4:06,27    |
|       | Moslem Niadoost        | IRI  | DSQ        |
|       | Adnan Taess Akkar      | IRQ  | DNS        |

Finale: 3. Februar 2018

### 3000 m
| Platz | Athlet               | Land | Zeit (min) |
| ----- | -------------------- | ---- | ---------- |
| 1     | Hossein Keyhani      | IRI  | 8:37,68    |
| 2     | Yaser Salem Bagharab | QAT  | 8:38,02    |
| 3     | Homayoon Hemmati     | IRI  | 8:38,97    |
| 4     | Khalil Naseri        | IRI  | 8:41,74    |
| 5     | Hussain Kamal        | KUW  | 9:05,03    |
|       | Adilet Kyschtakbekow | KGZ  | DNS        |

Finale: 1. Februar 2018

### 60 m Hürden
| Platz | Athlet               | Land | Zeit (s) |
| ----- | -------------------- | ---- | -------- |
| 1     | Abdulaziz al-Mandeel | KUW  | 7,71     |
| 2     | Zeng Jianhang        | CHN  | 7,74     |
| 3     | Hideki Ōmuro         | JPN  | 7,81     |
| 4     | Cheung Wang Fung     | HKG  | 7,87     |
| 5     | Milad Sayar          | IRI  | 7,88     |
| 6     | Chan Chung Wang      | HKG  | 7,95     |
| 7     | Wjatscheslaw Sems    | KAZ  | 7,96     |
| 8     | Zhang Honglin        | CHN  | 7,98     |

Finale: 3. Februar 2018

### 4 × 400-m-Staffel
| Platz | Land       | Athleten                                                                       | Zeit (s)    |
| ----- | ---------- | ------------------------------------------------------------------------------ | ----------- |
| 1     | Katar      | Abderrahman Samba Mohamed Nasir Abbas Mohamed El Nour Mohamed Abdalelah Haroun | 3:10,08     |
| 2     | Kasachstan | Andrei Sokolow Sergei Saikow Dmitri Koblow Michail Litwin                      | 3:11,68     |
| 3     | Iran       | Ali Khadivar Reza Kashef Mehdi Rahimi Sajjad Hashemi                           | 3:11,74 NIR |
| 4     | Kuwait     | Youssef Karam Ebrahim al-Zofairi                                               | 3:14,75     |
| 5     | Pakistan   | Nokar Hussain                                                                  | 3:16,53     |
| 6     | Libanon    | Mahmoud El Daou Noureddin Hadid Christophe Boulos Ahmad Hazer                  | 3:38,65     |

Finale: 3. Februar 2018

### Hochsprung
| Platz | Athlet              | Land | Höhe (m)   |
| ----- | ------------------- | ---- | ---------- |
| 1     | Mutaz Essa Barshim  | QAT  | 2,38 CR WL |
| 2     | Keyvan Ghanbarzadeh | IRI  | 2,15       |
| 3     | Hamdi al-Amin       | QAT  | 2,15       |
| 4     | Dmitriy Melsitov    | UZB  | 2,15 PB    |
| 5     | Reza Salimi         | IRI  | 2,10       |
| 6     | Gue                 | CHN  | 2,10       |
| 7     | Yeung               | HKG  | 2,05       |
| 8     | Roman Loschkarjew   | KAZ  | 2,00       |

Finale: 1. Februar 2018

### Stabhochsprung
| Platz | Athlet               | Land | Höche (m) |
| ----- | -------------------- | ---- | --------- |
| 1     | Nikita Filippow      | KAZ  | 5,20      |
| 2     | Mohammad Baniadam    | IRI  | 5,20      |
| 3     | Ali al-Sabagha       | KUW  | 5,00      |
| 4     | Danil Poljanski      | KAZ  | 5,00      |
| 5     | Hussein al-Ibraheemi | IRQ  | 4,00      |
|       | Ali Mohsin Alateej   | IRQ  | DNS       |

Finale: 2. Februar 2018

### Weitsprung
| Platz | Athlet                 | Land | Weite (m)  |
| ----- | ---------------------- | ---- | ---------- |
| 1     | Shi Yuhao              | CHN  | 8,16 WL PB |
| 2     | Lin Hung-min           | TWN  | 7,72       |
| 3     | Janaka Prasad          | SRI  | 7,67 PB    |
| 4     | Murali Sreeshankar     | IND  | 7,60 PB    |
| 5     | Natsuki Yamakawa       | JPN  | 7,55       |
| 6     | Mohammad Gaedzadeh     | IRI  | 7,48       |
| 7     | Lin Chiahao            | TWN  | 7,41       |
| 8     | Ebrahim Samsheersullia | IND  | 7,36       |

Finale: 3. Februar 2018

### Dreisprung
| Platz | Athlet                 | Land | Weite (m) |
| ----- | ---------------------- | ---- | --------- |
| 1     | Khaled Saeed al-Subaie | KUW  | 16,26     |
| 2     | Kanagaraj Kamalraj     | IND  | 16,23     |
| 3     | Vahid Seddigh          | IRI  | 15,96     |
| 4     | Hadi Madahi            | IRI  | 14,90     |
| 5     | Javikhir Noreiv        | UZB  | 14,30     |
|       | Aprinder Singh         | IND  | DNS       |

Finale: 3. Februar 2018

### Kugelstoßen
| Platz | Athlet             | Land | Weite (m) |
| ----- | ------------------ | ---- | --------- |
| 1     | Ali Samari         | IRI  | 19,42 PB  |
| 2     | Tejinder Pal Singh | IND  | 19,18     |
| 3     | Wu Jiaxing         | CHN  | 18,81     |
| 4     | Mehrdelan Shahin   | IRI  | 18,68     |
| 5     | Iwan Iwanow        | KAZ  | 18,31     |
| 6     | Grigoriy Kamulya   | UZB  | 18,05     |
| 7     | Om Prakash Karhana | IND  | 18,02     |
| 8     | Yamamoto           | JPN  | 17,74     |

Finale: 2. Februar 2018

### Siebenkampf
| Platz | Athlet               | Land | Punkte   |
| ----- | -------------------- | ---- | -------- |
| 1     | Majed Radhi al-Sayed | KUW  | 5228 NIR |
| 2     | Milad Miri           | IRI  | 4842     |
| 3     | Ali Mohebbi          | IRI  | 4728     |
| 4     | Nia Mtamed           | IRI  | 3624     |
| 5     | Hojjat Kazemi        | AFG  | 1955     |

Finale: 2. Februar 2018

## Ergebnisse Frauen

### 60 m
| Platz | Athletin             | Land | Zeit (s)   |
| ----- | -------------------- | ---- | ---------- |
| 1     | Liang Xiaojing       | CHN  | 7,20 CR PB |
| 2     | Wiktorija Sjabkina   | KAZ  | 7,39       |
| 3     | Fasihi Farzaneh      | IRI  | 7,44       |
| 4     | Lam On Ki            | HKG  | 7,46       |
| 5     | Rima Kaschafutdinowa | KAZ  | 7,50       |
| 6     | Walentina Meredowa   | TKM  | 7,54       |
| 7     | Faezeh Nesaei        | IRI  | 7,56       |
| 8     | Anna Bulanowa        | KGZ  | 7,57       |

Finale: 2. Februar 2018

### 400 m
| Platz | Athletin               | Land | Zeit (s) |
| ----- | ---------------------- | ---- | -------- |
| 1     | Swetlana Golendowa     | KAZ  | 53,28    |
| 2     | Elina Michina          | KAZ  | 53,49    |
| 3     | Upamalika Rathnakumari | SRI  | 54,90 PB |
| 4     | Elham Kakoli           | IRI  | 56,74    |
| 5     | Maryam Mohebbi         | IRI  | 57,71    |
|       | Nigina Sharipova       | UZB  | DSQ      |

Finale: 2. Februar 2018
Die ursprünglich Viertplatzierte Usbekin Nigina Sharipova wurde nachträglich wegen eines Dopingverstoßes disqualifiziert.

### 800 m
| Platz | Athletin              | Land | Zeit (min) |
| ----- | --------------------- | ---- | ---------- |
| 1     | Wang Chunyu           | CHN  | 2:09,30    |
| 2     | Hu Zhiying            | CHN  | 2:10,81 PB |
| 3     | Nimali Liyanarachchi  | SRI  | 2:10,83    |
| 4     | Gayanthika Abeyrathne | SRI  | 2:11,20    |
| 5     | Hanieh Samari         | IRI  | 2:16,03    |
| 6     | Sajadeh Fani          | IRI  | 2:17,79    |
| 7     |                       |      |            |
| 8     | Sumi Aktar            | BAN  | 2:42,23 NR |

Finale: 1. Februar 2018

### 1500 m
| Platz | Athletin              | Land | Zeit (min)  |
| ----- | --------------------- | ---- | ----------- |
| 1     | Gayanthika Abeyrathne | SRI  | 4:26,83 NIR |
| 2     | Tatjana Nerosnak      | KAZ  | 4:28,20     |
| 3     | Nguyễn Thị Oanh       | VIE  | 4:28,87     |
| 4     | Gulschanoi Satarowa   | KGZ  | 4:37,13     |
| 5     | Parisa Arab           | IRI  | 4:47,67     |
| 6     | Narges Khani          | IRI  | 4:50,36     |
|       | Hanieh Samari         | IRI  | DNF         |
|       | Amal Alroumi          | KUW  | DNS         |

Finale: 3. Februar 2018

### 3000 m
| Platz | Athletin            | Land | Zeit (min) |
| ----- | ------------------- | ---- | ---------- |
| 1     | Tatjana Nerosnak    | KAZ  | 9:33,65 CR |
| 2     | Gulschanoi Satarowa | KGZ  | 9:48,03    |
| 3     | Nguyễn Thị Oanh     | VIE  | 9:48,48    |
| 4     | Chikako Mori        | JPN  | 9:59,83    |
| 5     | Parisa Arab         | IRI  | 10:20,82   |
| 6     | Samira Zamani       | IRI  | 10:43,67   |
| 7     | Afsaneh Faridi      | IRI  | 10:59,81   |

Finale: 1. Februar 2018

### 60 m Hürden
| Platz | Athletin              | Land | Zeit (s) |
| ----- | --------------------- | ---- | -------- |
| 1     | Äigerim Schynasbekowa | KAZ  | 8,32     |
| 2     | Elnaz Kompanizare     | IRI  | 8,46 NIR |
| 3     | Sara Nadafi           | IRI  | 8,87     |
| 4     | Jamileh Ssifi         | IRI  | 9,48     |
|       | Dlsie Obed Njim       | IRQ  | DNS      |

Finale: 2. Februar 2018

### 4 × 400-m-Staffel
| Platz | Land         | Athletinnen                                                           | Zeit (s)    |
| ----- | ------------ | --------------------------------------------------------------------- | ----------- |
| 1     | Kasachstan   | Swetlana Golendowa Adelina Achmetowa Wiktorija Sjabkina Elina Michina | 3:41,67     |
| 2     | Iran         | Maryam Mohebbi Faezeh Nesaei Elham Kakoli Hanieh Samari               | 3:51,39 NIR |
| 3     | Turkmenistan | Marija Rosymowa                                                       | 3:58,81     |
| 4     | Usbekistan   |                                                                       | 4:19,33     |
|       | Irak         |                                                                       | DNS         |

Finale: 3. Februar 2018

### Hochsprung
| Platz | Athletin              | Land | Höhe (m) |
| ----- | --------------------- | ---- | -------- |
| 1     | Nadiya Dusanova       | UZB  | 1,87     |
| 2     | Sepideh Tavakoli      | IRI  | 1,80     |
| 3     | Nadeschda Dubowizkaja | KAZ  | 1,80     |
| 4     | Safina Saʼdullayeva   | UZB  | 1,75     |
| 5     | Zhang Luyu            | CHN  | 1,75     |
| 6     | Deng Siyi             | CHN  | 1,75     |
| 7     | Yeung Man Wai         | HKG  | 1,70     |
| 8     | Mahsa Kargar          | IRI  | 1,65     |

Finale: 1. Februar 2018

### Stabhochsprung
| Platz | Athletin              | Land | Höche (m) |
| ----- | --------------------- | ---- | --------- |
| 1     | Anastassija Jermakowa | KAZ  | 3,70      |
| 2     | Mahsa Mirzatabibi     | IRI  | 3,50      |
| 3     | Sara Karimi           | IRI  | 2,40      |
| 3     | Niloofar Fashkhorani  | IRI  | 2,40      |

Finale: 2. Februar 2018

### Weitsprung
| Platz | Athletin           | Land | Weite (m) |
| ----- | ------------------ | ---- | --------- |
| 1     | Bùi Thị Thu Thảo   | VIE  | 6,20      |
| 2     | Nayana James       | IND  | 6,08      |
| 3     | Neena Varakil      | IND  | 6,06      |
| 4     | Irina Ektowa       | KAZ  | 5,95      |
| 5     | Roksana Xudoyorova | UZB  | 5,73      |
| 6     | Christed Elsaneh   | LBN  | 5,31      |
| 7     | L Man Sou          | MAC  | 5,16      |
| 8     | Fatemeh Jamaati    | IRI  | 5,14      |

Finale: 3. Februar 2018

### Dreisprung
| Platz | Athletin                | Land | Weite (m) |
| ----- | ----------------------- | ---- | --------- |
| 1     | Irina Ektowa            | KAZ  | 13,79     |
| 2     | Nellickal Verkay Sheena | IND  | 13,37     |
| 3     | Bùi Thị Thu Thảo        | VIE  | 13,22 NIR |
| 4     | Marija Owtschinnikowa   | KAZ  | 13,00     |
| 5     | Kaede Miyasaka          | JPN  | 12,80 PB  |
| 6     | Hashini Prabodha        | SRI  | 12,77 NIR |
| 7     | Roksana Xudoyorova      | UZB  | 12,69 PB  |
| 8     | Soraya Ghelijniazi      | IRI  | 11,38 PB  |

Finale: 1. Februar 2018

### Kugelstoßen
| Platz | Athletin          | Land | Weite (m) |
| ----- | ----------------- | ---- | --------- |
| 1     | Yelena Smolyanova | UZB  | 15,54     |
| 2     | Maryam Norouzi    | IRI  | 12,47     |
| 3     | Sana Dadres       | IRI  | 11,46     |
| 4     | Negin Mirzaei     | IRI  | 10,36     |

Finale: 2. Februar 2018

### Fünfkampf
| Platz | Athletin               | Land | Punkte  |
| ----- | ---------------------- | ---- | ------- |
| 1     | Sepideh Tavakoli       | IRI  | 4038 NR |
| 2     | Aleksandra Yurkevskaya | UZB  | 3858    |
| 3     | Irina Welihanowa       | TKM  | 3730    |
| 4     | Nadeschda Kirnos       | KAZ  | 3723    |
| 5     | Samira Khojasteh       | IRI  | 3246    |
| 6     | Elahe Seifi            | IRI  | 2521    |

Finale: 3. Februar 2018

## Abkürzungen
- WR = Weltrekord
- WJR = Juniorenweltrekord
- OR = olympischer Rekord
- YOR = olympischer Jugendrekord
- AR = Kontinentalrekord
- AJR = Juniorenkontinentalrekord
- NR = nationaler Rekord
- NJR = nationaler Juniorenrekord
- CR = Meisterschaftsrekord
- MR = Veranstaltungsrekord
- WB = Weltbestleistung
- WJB = Juniorenweltbestleistung
- WYB = Jugendweltbestleistung
- AB = Kontinentbestleistung
- AJB = Juniorenkontinentalbestleistung
- AYB = Jugendkontinentalbestleistung
- NB = nationale Bestleistung
- NJB = nationale Juniorenbestleistung
- NYB = nationale Jugendbestleistung
- PB = persönliche Bestleistung
- SB = persönliche Saisonbestleistung
- QB = Qualifikationsbestleistung
- WL = Weltjahresbestleistung
- WJL = Juniorenweltjahresbestleistung
- WYL = Jugendweltjahresbestleistung
- DSQ = disqualifiziert (engl. Disqualified)
- DNS = Wettkampf nicht angetreten (engl. Did Not Start)
- DNF = Wettkampf nicht beendet (engl. Did Not Finish)

## Medaillenspiegel
| Medaillenspiegel | Medaillenspiegel    | Medaillenspiegel | Medaillenspiegel | Medaillenspiegel | Medaillenspiegel |
| Platz            | Land                | Gold             | Silber           | Bronze           | Gesamt           |
| ---------------- | ------------------- | ---------------- | ---------------- | ---------------- | ---------------- |
| 01               | Kasachstan          | 7                | 4                | 1                | 12               |
| 02               | Iran                | 5                | 9                | 10               | 24               |
| 03               | Katar               | 4                | 3                | 2                | 9                |
| 04               | Volksrepublik China | 3                | 2                | 1                | 6                |
| 05               | Kuwait              | 3                | 1                | 2                | 6                |
| 06               | Usbekistan          | 2                | 1                | 0                | 3                |
| 07               | Vietnam             | 1                | 0                | 3                | 4                |
| 07               | Sri Lanka           | 1                | 0                | 3                | 4                |
| 09               | Indien              | 0                | 4                | 2                | 6                |
| 10               | Taiwan              | 0                | 1                | 0                | 1                |
| 10               | Kirgisistan         | 0                | 1                | 0                | 1                |
| 12               | Turkmenistan        | 0                | 0                | 2                | 2                |
| 13               | Japan               | 0                | 0                | 1                | 1                |
| Gesamt           | Gesamt              | 26               | 26               | 27               | 79               |